# Экис, Артур Бернгардович
Артур Бернгардович Э́кис (латыш. Artūrs Ēķis; 14 августа 1933, Рига, Латвия — 21 ноября 2011, там же) — советский и латвийский артист балета, актёр, педагог и театральный деятель. Заслуженный артист Латвийской ССР (1965).

## Биография
Артур Экис родился в семье музыканта Бернхарда Экиса.
Окончил Рижское хореографическое училище (1952), учился в Ленинградском хореографическом училище (1956—1957).
Солист Государственного академического театра оперы и балета Латвийской ССР (1950—1977). Танцевальный педагог культурно-просветительского отделения Латвийской государственной консерватории им. Я. Витола (1979—1981), художественно-драматической студии Рижского видеоцентра (1988—1992), отделения театрального и киноискусства Латвийской академии культуры (1993—1994).
Был президентом Латвийской профессиональной ассоциации артистов балета (с 1995) и Латвийского театрального общества (с 1997).
Приобрёл популярность среди кинозрителей после исполнения одной из главных ролей в приключенческой дилогии режиссёра Рижской киностудии Александра Лейманиса «Слуги дьявола».
Творчеству Артура Экиса посвящён сюжет в киножурнале «Максла» (№ 3, 1968).
Был женат на хореографе Тамаре Эке.

## Признание и награды
- 1965 — Заслуженный артист Латвийской ССР

## Творчество

### Фильмография
- 1970 — Слуги дьявола — Петерис
- 1972 — Слуги дьявола на чёртовой мельнице — Петерис
- 1972 — Приваловские миллионы — поляк
- 1980 — Долгая дорога в дюнах — эпизод
- 1982 — Краткое наставление в любви — трактирщик
- 1983 — Оборотень Том — Клаус
- 1991 — Депрессия
- 1992 — Ноктюрн Шопена